# 1995 SK53
1995 SK53 är en asteroid i huvudbältet som upptäcktes den 28 september 1995 av Beijing Schmidt CCD Asteroid Program vid Xinglong-observatoriet.
Asteroiden har en diameter på ungefär 7 kilometer.